# Bodhi Elfman
Bodhi Elfman (Los Angeles, 19 juli 1969), geboren als Bodhi Pine Saboff, is een Amerikaans acteur.

## Biografie
Elfman werd geboren in Los Angeles, en is een neef van Danny. Hij trouwde in 1995 met actrice Jenna met wie hij twee kinderen heeft. Elfman werd opgevoed met een joodse achtergrond, en zijn vrouw met een katholieke achtergrond. Toen zij elkaar leerden kennen was Elfman sterk betrokken bij het Scientologygeloof, zijn vrouw raakte door hem hier ook bij betrokken.
Elfman begon in 1991 met acteren in de televisieserie Life Goes On, waarna hij nog meerdere rollen speelde in televisieseries en films.

## Filmografie

### Films
Uitgezonderd korte films.
- 2022 Mosquito - als Baker
- 2020 Browse - als Kyle
- 2019 Aliens, Clowns & Geeks - als Eddy Pine / clown Zippy
- 2006 Love Comes to the Executioner - als Krist Skolnik
- 2006 Love Hollywood Style - als James
- 2005 Fielder's Choice - als Lou
- 2004 Funky Monkey - als Drummond
- 2004 Collateral - als jonge professionele man
- 2003 Coyote Waits - als Odell Redd
- 2001 The Shrink Is In - als Charley
- 2000 Sand - als Max
- 2000 Almost Famous - als manager van Alice
- 2000 Gone in 60 Seconds - als Fuzzy Frizzel
- 2000 Keeping the Faith - als Howard de casanova
- 1999 Pirates of Silicon Valley - als John Gilmore
- 1999 The Mod Squad - als Gilbert
- 1998 Hollyweird - als Trey
- 1998 Enemy of the State - als Van
- 1998 Armageddon - als wiskunde man
- 1998 Godzilla - als Freddie
- 1998 Girl - als Derek
- 1998 Mercury Rising - als Leo Pedranski
- 1998 Slappy and the Stinkers - als Tag
- 1997 The Others - als Douglas 'Sluggo' Zelov
- 1996 A Very Brady Sequel - als koffieklant
- 1994 Wes Craven's New Nightmare - als tv-studio P.A.
- 1994 Shrunken Heads - als Booger Martin
- 1993 Double Deception - als overvaller
- 1993 Stepmonster - als caissière
- 1992 Sneakers - als beveiliger van Centurion S&L
- 1992 Doing Time on Maple Drive - als Joe

### Televisieseries
Uitgezonderd eenmalige gastrollen.
- 2015-2017 Criminal Minds - als Peter Lewis - 6 afl.
- 2012-2013 Touch - als Avram Hadar - 10 afl.
- 2011 Handsome Sportz Klub - als Leopold Von Gugenstein - 3 afl.
- 2009 Misadventures in Matchmaking - als Andy - 5 afl.
- 2000-2001 Freedom - als Londo Pearl - 11 afl.
- 2000 Veronica's Closet - als Neil - 2 afl.
- 1997 Ink - als Kevin - 3 afl.
- 1994 Step by Step - als Garry - 3 afl.
- 1991 Life Goes On - als Mark - 2 afl.

- International Standard Name Identifier: 0000 0000 4414 1789
- Library of Congress Control Number: no2006025419
- Virtual International Authority File: 51437535
- WorldCat: E39PBJdxbbQhPCxcRJb8X4WxDq